# 陳勁 (作家)
陳勁（1916年—1974年8月25日），又名陳魯勁，筆名主要有我是山人，還曾以魯勁、勁、勁翁作署名，已故香港武俠小說作家、《天下日報》總編輯。陳勁以撰寫少林故事而成名，所描述的人物如三德和尚、洪熙官、方世玉等，皆膾炙人口。

## 生平
陳勁祖籍廣東新會，原本在家鄉教書，業餘投稿廣州《公評報》，獲得報社編輯讚賞，遂棄教職而轉投報界。抗日戰爭期間投身救護隊，廣州淪陷後撤至香港。日本投降後回到廣州擔任《廣東七十二行商報》主編，以筆名「我是山人」撰寫武俠小說《三德和尚三探西禪寺》，聲名大噪。從此開啟他的武俠小說作家生涯。中共建政後，陳勁重回香港，勤於寫作。
1974年8月25日病逝於香港瑪麗醫院。

## 作品
- 《三德和尚三探西禪寺》
- 《佛山贊先生》（1952年）
- 《詠春拳王贊先生》
- 《武壇二虎》
- 《萬年青》
- 《洪熙官三建少林寺》
- 《洪門奇俠傳》（上、中、下集）
- 《八拳震九州》
- 《洪門兄弟》
- 《洪熙官五戰喇嘛僧》
- 《五梅七縱海幢僧》
- 《清宮血影》
- 《至善三下嶺南》
- 《少林十虎三德和尚》
- 《黃飛鴻正傳》
- 《馮道德火燒長壽寺》
- 《白泰官南遊記》
- 《莫清嬌三打能仁寺》
- 《洪拳大師鐵橋三》
- 《神腿莫清嬌》
- 《陸阿采正傳》
- 《唐山猛虎》